# Helle Vanderheyden
Helle Vanderheyden (15 augustus 1990) is een Vlaamse actrice.
Vanderheyden is vooral bekend als musicalactrice. In 2012 speelde ze mee in de musical Domino, in 2016 speelde ze prinses Iris in Prinsessia. Ze had hoofdrollen in Grease, Legally Blonde, Rapunzel, Hairspray en Pretty woman.
In de televisieserie Geubels en de Belgen speelde ze de vrouw van Philippe Geubels. Tussen 2013 en 2024 speelde ze mee in De Kotmadam als Martha. Helle heeft in 2021 deelgenomen aan de Regi Academy maar is niet door de eerste auditie ronde geraakt. Ze vormde van 2012 tot 2024 een koppel met Nordin De Moor.

## Televisie en Film
| Jaar      | Serie                           | Rol                        |
| --------- | ------------------------------- | -------------------------- |
| 2013      | Binnenstebuiten                 | Sofie Tielemans            |
| 2013      | Geubels en de Belgen            | Vrouw van Philippe Geubels |
| 2013-2024 | De Kotmadam                     | Martha                     |
| 2014-2016 | Prinsessia                      | Prinses Iris               |
| 2015      | Familie                         | Model                      |
| 2016      | Kosmoo                          |                            |
| 2018      | Het Verbond voor Magische Zaken | Roxsy (stem)               |
| 2018      | Regi Academy                    | Ambrosia (stem)            |
| 2020      | Nachtwacht                      | Okaju                      |
| 2020      | The Christmas Show @Home        | Helle (zichzelf)           |
| 2024      | Familie                         | Tine                       |

## Theater
| Jaar | Productie                       | Rol                         | Opmerking   |                        |
| ---- | ------------------------------- | --------------------------- | ----------- | ---------------------- |
| 2012 | Domino                          | Ensemble / Swing            | Musical     | VTM                    |
| 2015 | Sneeuwwitje de sprookjesmusical | De Spiegel                  | Musical     | Music Hall             |
| 2016 | Grease                          | Sandy                       | Musical     | Music Hall             |
| 2016 | Prinsessia - De Droomtroon      | Prinses Iris                | Theatertour | Studio 100             |
| 2017 | The Rocky Horror Show           | Ensemble                    | Musical     | Deep Bridge            |
| 2018 | Doornroosje de sprookjesmusical | Doornroosje / Goede Fee     | Musical     | Deep Bridge            |
| 2018 | Er was eens                     | Assepoester                 | Musical     | Deep Bridge            |
| 2019 | Spamalot                        | Ensemble                    | Musical     | Deep Bridge            |
| 2019 | Assepoester                     | Assepoester                 | Musical     | Deep Bridge            |
| 2019 | La Cage Aux Folles              | Anne Dindon                 | Musical     | Deep Bridge            |
| 2020 | Mamma Mia                       | Ellie / Alternate Sophie    | Musical     | Deep Bridge            |
| 2023 | Legally Blonde                  | Elle Woods                  | Musical     | Au Fond Producties     |
| 2023 | Rapunzel                        | Rapunzel                    | Musical     | Deep Bridge            |
| 2024 | Hairspray                       | Ensemble                    | Musical     | Deep Bridge            |
| 2024 | Jeanne d'Arc                    | Catharina & Maria van Anjou | Musical     | Historalia Productions |
| 2025 | Pretty Woman                    | Vivian Ward                 | Musical     | Deep Bridge            |